# CityTV (televisió Canadà)
City és un grup de canals de televisió canadencs que operen sota la mateixa sigla, privat, en llengua anglesa i propietat de Rogers Media. Són en total set canals que es poden veure a Ontario, la Colòmbia Britànica, Alberta, Manitoba, Quebec i un canal especialitzat que pot veure's a Saskatchewan.
CityTV emet essencialment sèries de televisió nord-americanes simultàniament amb les xarxes televisives americanes CBS i ABC. D'aquesta manera, ofereix una programació alternativa a CTV, CTV Two i Global Network Television, les seves principals rivals.
El canal fou llançat per primera vegada l'any 1972 com a canal de televisió independent i propietat de Channel Seventy-Nine Ltd, amb Moses Znaimer com a cap. Després de la seva compra per parts, acaba per ser propietat de CHUM Limited l'any 1981. El 12 de juliol del 2006 CHUM ven les seves accions a CTVglobemedia, que tenia per intenció concervar City i vendre els seus canals, A-channel.

## Identitat visual del canal

Logo original de Citytv
Logo negre utilitzat fins al 2012
Logo actual

## Programació 2014-2015
Programació per la temporada de 2014-2015:
|           | 20:00                  | 20:30                  | 21:00                  | 21:30                  | 22:00                       | 22:30                            |                                  |
| --------- | ---------------------- | ---------------------- | ---------------------- | ---------------------- | --------------------------- | -------------------------------- | -------------------------------- |
| Diumenge  | NHL Hometown Hockey    | NHL Hometown Hockey    | NHL Hometown Hockey    | NHL Hometown Hockey    | Revenge                     | Revenge                          |                                  |
| Dilluns   | 2 Broke Girls          | Mom                    | Scorpion               | Scorpion               | 2 Broke Girls (syndication) | Two and a Half Men (syndication) | Two and a Half Men (syndication) |
| Dimarts   | Utopia                 | Utopia                 | New Girl               | The Mindy Project      | 2 Broke Girls (syndication) | Two and a Half Men (syndication) | Two and a Half Men (syndication) |
| Dimecres  | Hell's Kichen          | Hell's Kichen          | Modern Family          | Black-ish              | 2 Broke Girls (syndication) | Two and a Half Men (syndication) | Two and a Half Men (syndication) |
| Dijous    | The Backelor Canada    | The Backelor Canada    | Scandal                | Scandal                | 2 Broke Girls (syndication) | Two and a Half Men (syndication) | Two and a Half Men (syndication) |
| Divendres | Utopia                 | Utopia                 | Package Deal           | The Middle             | 2 Broke Girls (syndication) | Two and a Half Men (syndication) | Two and a Half Men (syndication) |
| Dissabte  | Hockey Night in Canada | Hockey Night in Canada | Hockey Night in Canada | Hockey Night in Canada | 2 Broke Girls (syndication) | Two and a Half Men (syndication) | Two and a Half Men (syndication) |

Llegenda de colors:
- Sèries
- Comèdies televisives
- Telerealitat
- Esports